# Mores (gebruik)
Een mos (Latijn; het meervoud mores is algemener) is een ongeschreven regel of gebruik binnen een bepaalde context. Het woordenboek Van Dale definieert het in een van zijn edities ook wel als "zeden, gebruiken". De uitdrukking iemand mores leren betekent letterlijk "iemand de gebruiken leren", oftewel iemand (hardhandig) terechtwijzen.

## Studentenleven
In Nederland wordt het woord vooral aangetroffen in het studentenleven. Veel regels zijn overal gelijk of hebben veel overeenkomsten, maar veel - met name traditionele - verenigingen hebben ook een aantal eigen mores. Het aanleren van de honderden mores van een studentencorps is een van de redenen om eerstejaars een groentijd te laten ondergaan. Het wezen van mores is dat zij niet op schrift gesteld worden door de instelling die ze in acht neemt. Het verschil tussen mores en huisregels is dat huisregels veel "harder" zijn en dat ook op niet-naleven direct sancties staan. Wie zich niet aan een mos houdt, zal er eveneens op aangesproken worden, maar hier staan niet direct sancties op, aangezien uit hun aard mores ongeschreven zijn.